# Polizia di Sicurezza Lituana
La Polizia di Sicurezza Lituana (PSL), nota anche come Saugumas (in lituano: Saugumo policija), fu una forza di polizia locale che operò nella Lituania occupata dai tedeschi dal 1941 al 1944, formata da collaborazionisti con le autorità di occupazione. Collaborando con la SiPo nazista e la SD, l'agenzia di intelligence delle SS, l'unità fu direttamente subordinata alla Kripo tedesca. La PSL prese parte all'Olocausto in Lituania, perseguitando la resistenza polacca e comunista.

## Formazione
Quando l'Unione Sovietica occupò la Lituania il 15 giugno 1940, il Ministero degli Affari Interni lituano fu liquidato e sostituito dal Nkvd sovietico. Molti ex dipendenti del Ministero furono arrestati e imprigionati come cosiddetti nemici del popolo. Quando la Germania nazista invase l'Unione Sovietica dando il via all'Operazione Barbarossa il 22 giugno 1941, i lituani organizzarono una rivolta antisovietica a giugno nella speranza di poter recuperare l'indipendenza lituana. Pertanto, iniziarono a ripristinare le istituzioni statali pre-sovietiche sotto il governo provvisorio della Lituania. Il 24 giugno 1941, il governo provvisorio ricreò il Ministero degli Affari Interni prebellico con tre dipartimenti: Sicurezza di Stato, Polizia e Prigioni. Il Dipartimento di Sicurezza di Stato fu guidato da Vytautas Reivytis. Il governo chiese a tutti coloro che vi lavorarono prima del 15 giugno 1940 di rientrare in servizio. Molti di loro furono appena liberati dalle prigioni sovietiche.
Dopo la conquista tedesca della Lituania, divenne evidente che i tedeschi non furono intenzionati a concedere l'autonomia alla Lituania e il governo provvisorio fu sciolto il 5 agosto 1941. Allo stesso tempo, la polizia e le agenzie di intelligence ricreate durante il periodo di transizione furono ritenute utili e quindi incorporate nel sistema di sicurezza tedesco. L'ex dipartimento di sicurezza dello Stato fu riorganizzato nella polizia di sicurezza lituana.

## Organizzazione

### Struttura esterna
La polizia nella Lituania occupata dai tedeschi fu composta da unità tedesche e lituane separate. Le più importanti organizzazioni di polizia tedesche furono la SiPo e la SD, sotto il comando di Karl Jäger, con sede a Kaunas, e la Schutzpolizei. Le principali organizzazioni di polizia lituane furono la Polizia Pubblica, la Polizia di Sicurezza e Criminale (unite alla fine del 1942 in un'unica forza), le unità Schutzmannschaft lituane, la Polizia Ferroviaria e i Vigili del Fuoco. Le organizzazioni di polizia lituane furono subordinate alle rispettive controparti tedesche. Le vicine Lettonia ed Estonia non avevano un equivalente della PSL.
La PSL dipendeva dalla SiPo tedesca e dalla SD, fu dotata dell'autorità di condannare i sospettati fino ad un massimo di tre anni di reclusione. Le sentenze maggiori furono riviste e approvate da Karl Jäger che aumentò sempre le pene. Wilhelm Fuchs, il nuovo comandante dell'Einsatzkommando 3, volle liquidare la PSL e incorporarla nella polizia tedesca, ma Stasys Čenkus gli inviò una lettera difendendo l'utilità della PSL e fu così che continuò ad operare indisturbata.

### Struttura interna
Il capo della polizia fu Stasys Čenkus, un agente dell'Abwehr. Mantenne questa posizione fino alla fine dell'occupazione tedesca, i suoi vice assistenti furono il capo della polizia di sicurezza Kazys Matulis e il segretario personale Vytenis Stasiškis; Petras Pamataitis fu a capo della polizia criminale.
La PSL impiegò uno staff di circa 400 persone, 250 delle quali a Kaunas e circa altre 130 a Vilnius. Molti dei suoi membri provennero dall'organizzazione fascista dei Lupi di Ferro. Per fare un confronto, a dicembre 1943, la SiPo e la SD tedesche impiegarono 112 dipendenti a Kaunas e 40 dipendenti a Vilnius. La polizia lituana combinata contò 886 dipendenti nel 1943. La sede della PSL fu suddivisa in diversi uffici: Organizzazione (assunzione e selezione dei dipendenti), Economico e finanziario (amministrazione generale) e Informazioni (raccolta delle relazioni da altri dipartimenti e agenzie, creazione del registro dei nemici di stato, archivio organizzato).
La PSL fu divisa in sei filiali regionali: Kaunas (guidata da Albinas Čiuoderis), Vilnius (guidata da Aleksandras Lileikis), Šiauliai (guidata da Juozas Pakulis), Ukmergė (guidata da Aleksandras Braziukaitis), Marijampolė (guidata da Petras Banys) e Panevėžys (guidata da Antanas Liepa). Le sedi regionali di solito compresero sette commissariati:
- il commissariato delle guardie: sorveglianza di edifici e prigioni;
- il commissariato Generale: funzioni amministrative generali;
- il commissariato per le informazioni: esaminò i candidati alle istituzioni governative, raccolse le informazioni operative, creò gli elenchi dei nemici di stato, raccolse le informazioni sugli atteggiamenti politici della popolazione locale, preparò i rapporti e le pubblicazioni;
- il commissariato comunista: raccolse le informazioni su comunisti e partigiani sovietici, arrestò e interrogò sospetti, reclutò agenti;
- il commissariato polacco: indagò sulle attività delle organizzazioni polacche illegali, arrestò e interrogò sospetti, reclutò agenti;
- il commissariato delle minoranze etniche: indagò sulle attività di russi, bielorussi e altre minoranze etniche;
- il commissariato per la ricognizione;

Le filiali regionali a volte ebbero una serie diversa di commissariati, ad esempio la filiale di Kaunas ebbe un commissariato separato per le organizzazioni di destra.

## Attività

### Persecuzione dei comunisti e resistenza polacca
Il compito iniziale della PSL fu di identificare e arrestare i comunisti. Durante i primi mesi dell'occupazione tedesca fu particolarmente attivo il Commissariato Comunista del ramo di Vilnius, guidato da Juozas Bagdonis. Questo commissariato nei documenti del 1941 fu talvolta indicato come la sezione comunista-ebraica (Komunistų-žydų sekcija). Questo commissariato fu responsabile dello spionaggio, dell'arresto e dell'interrogatorio dei comunisti, membri del Komsomol, ex dipendenti del governo sovietico, collaboratori dell'NKVD, ebrei e sostenitori degli ebrei. A Kaunas, la PSL arrestò circa 200 comunisti; circa 170 di loro furono in un elenco di comunisti noti. Il 26 giugno 1941 questo gruppo fu trasferito al Settimo forte e giustiziato. Il giorno successivo i tedeschi proibirono ai lituani di ordinare le esecuzioni in modo indipendente.
Con il proseguimento della guerra, l'attenzione si spostò sulle operazioni contro i partigiani sovietici e la resistenza polacca particolarmente attiva nella Lituania orientale. Nel febbraio 1942, la SiPo tedesca e la SD imposero la registrazione dell'intellighenzia polacca.

### Persecuzione degli ebrei
Durante le prime settimane di occupazione tedesca, PSL si concentrò sulla persecuzione dei comunisti indipendentemente dalla loro nazionalità: inizialmente gli ebrei furono perseguitati solo se coinvolti in attività comuniste. I membri della PSL raccolsero alcune prove a sostegno di queste accuse, in breve tempo le intenzioni cambiarono rapidamente e gli ebrei furono perseguitati a causa della loro etnia. La PSL prese di mira gli ebrei e i sospetti ebrei, i sostenitori degli ebrei, le persone che sfuggirono alla prigionia nei ghetti, gli evasi dai ghetti, o coloro che violarono le leggi razziali naziste.
Le attività degli uffici della PSL nelle principali città (Vilnius, Kaunas) e nelle province differirono come linea di principio. Gli ufficiali della PSL studiarono molto spesso i casi più complicati di carattere politico e strategico, non partecipando quindi direttamente alle uccisioni di massa degli ebrei. Dopo gli interrogatori, gli ebrei furono consegnati alla Gestapo o a un'altra forza collaborazionista lituana nota come Ypatingasis būrys, che li trasportò presso Aukštieji Paneriai o in altri luoghi di esecuzione di massa. Gli uffici della PSL della provincia svolsero un ruolo attivo nell'Olocausto e, nel complesso, furono anche i più attivi: i funzionari della PSL non solo avrebbero condotto gli interrogatori, ma avrebbero anche organizzato gli arresti di massa, trasportato gli ebrei nei luoghi di prigionia ed eseguito le uccisioni. Poiché circa l'80% degli ebrei lituani furono assassinati entro la fine del 1941, il problema ebraico perse d'importanza.

## Dopoguerra
Alla fine della guerra molti membri della PSL fuggirono nell'Europa occidentale, in particolare in Germania. Nel 1955, Aleksandras Lileikis, l'ex comandante della filiale di Vilnius emigrò negli Stati Uniti, dove ottenne la cittadinanza, di cui fu poi privato nel 1996. In Lituania, il processo a Lileikis fu più volte rinviato a causa della sua cattiva salute; morì all'età di 93 anni senza processo. Lileikis rilasciò interviste alla stampa e pubblicò anche un libro di memorie in cui negò qualsiasi accusa.
Kazys Gimžauskas, vice di Lileikis, tornato in Lituania dopo che le autorità statunitensi iniziarono a indagare su di lui nel 1996, fu condannato nel 2001 con l'accusa di partecipazione a genocidio. Nel 2006, Algimantas Dailidė fu condannato in Lituania per aver perseguitato e arrestato due polacchi e 12 ebrei mentre fu un membro della PSL.